# فيضانات باكستان 2025
كانت فيضانات باكستان عام 2025 سلسلة من الفيضانات المفاجئة المدمرة التي سببتها الأمطار الغزيرة التي سبقت موسم الرياح الموسمية في يونيو ويوليو من عام 2025، وأثرت بشكل رئيسي على إقليم خيبر بختونخوا الباكستاني. أسفرت الفيضانات عن خسائر بشرية كبيرة، وأضرار في البنية التحتية، ونزوح واسع النطاق، لا سيما في وادي سوات. وواجهت الحكومة الإقليمية انتقادات لعدم استجابتها السريعة لإنقاذ العالقين.

## الخلفية
الفيضانات الغزيرة والخاطفة في شمال خيبر بختونخوا كارثة سنوية متكررة. تشهد المنطقة فيضانات نهرية خلال موسم الرياح الموسمية (يوليو-سبتمبر)، وفيضانات ربيعية/صيفية مفاجئة ناجمة عن هطول أمطار محلية غزيرة وذوبان الثلوج والأنهار الجليدية.
في الفترة من 27 إلى 28 يونيو/حزيران 2025، تسببت الأمطار الغزيرة التي هطلت أعلى النهر في ارتفاع منسوبه بسرعة، مما أدى إلى فيضانات مفاجئة. وقد فاجأت هذه الفيضانات العديد من التجمعات السياحية القريبة من ضفاف النهر.

## التأثير

### وفيات وإصابات
قتل ل ما لا يقل عن 79 شخصًا في الفيضانات المفاجئة، 29 في خيبر بختونخوا، و24 في البنجاب، و15 في السند، و11 في بلوشستان. كما نفق ما مجموعه 100 رأس من الماشية، بما في ذلك 54 رأسًا من الماشية، في السند. وأصيب 72 شخصًا في البنجاب، و34 في السند، و27 في خيبر باختونخوا، و4 في آزاد كشمير، و3 في بلوشستان. وفي غضون 48 ساعة، توفي 19 شخصًا في خيبر باختونخوا، بما في ذلك 13 في منطقة سوات. وشمل القتلى 6 رجال و5 نساء و8 أطفال. وكان أحد الضحايا مجموعة سياحية مكونة من 18 فردًا من نفس العائلة، وقد تم انتشال 12 من جثثهم. وشملت الوفيات الأخرى المرتبطة بالأمطار على مستوى المقاطعة حالتين في تشارسادا وحالة واحدة في شانجلا، مما زاد من إجمالي عدد القتلى.

### الأضرار
تشمل الأضرار 1676 مبنى، بما في ذلك 562 مبنى تم تدميرها بالكامل، في مناطق مختلفة بما في ذلك سوات ، وأبوت آباد ، وشارسادا، ومالاكاند، وشانجلا، ودير السفلى، وتورغار.
تسببت الفيضانات المفاجئة والانهيارات الأرضية الهائلة في إلحاق أضرار بالغة بالطرق في المناطق الجبلية، مما أدى إلى قطع الاتصالات وترك السكان المحليين في حالة يرثى لها.

## الإنقاذ والإستجابة

### عمليات الطوارئ
نشرت فرقة الإنقاذ 1122 التابعة لـ KP ما يقرب من 120 فردًا في ثمانية مواقع SWAT؛ وقد أنقذوا العشرات؛ ومع ذلك، اعترف المسؤولون بوجود إخفاقات تشغيلية كبيرة.
تم إنشاء غرفة طوارئ للسيطرة على الفيضانات في بيشاور بناءً على أوامر من رئيس الوزراء علي أمين غاندابور.
تم إنقاذ ما يصل إلى 1594 شخصًا في جميع أنحاء باكستان في حالات الطوارئ الناجمة عن الفيضانات والأمطار.

## أنظر ايضـا
- فيضانات باكستان 2010
- فيضانات باكستان 2022